# Championnat de Colombie de football 1978
Navigation
Saison précédente Saison suivante
La saison 1978 du Championnat de Colombie de football est la trente-et-unième édition du championnat de première division professionnelle en Colombie. Les quatorze meilleures équipes du pays sont regroupées au sein d'une poule unique, où elles s'affrontent lors de deux tournois saisonniers, disputés en matchs aller et retour. La phase finale pour le titre voit s'affronter les huit meilleures équipes sur l'ensemble des deux tournois lors d'une compétition en deux tours de poule. À l'issue de la compétition, il n'y a ni promotion, ni relégation.
C'est le club du CD Los Millonarios qui remporte la compétition, après avoir terminé en tête du Cuadrangular, devant le Deportivo Cali et l'Atlético Nacional. C'est le onzième titre de champion de l'histoire du club.

## Les clubs participants
| - Independiente Santa Fe - CD Los Millonarios - Deportes Tolima - Atlético Bucaramanga - Once Caldas - Independiente Medellin - Unión Magdalena | - Atlético Nacional - Deportivo Pereira - América de Cali - Cucuta Deportivo - Deportes Quindio - Deportivo Cali - Atlético Junior |

## Compétition
Le barème utilisé pour établir le classement est le suivant :
- Victoire : 2 points
- Match nul : 1 point
- Défaite : 0 point

### Tournoi Ouverture

#### Classement
| Rang | Équipe                 | Pts | J  | G  | N  | P  | Bp | Bc | Diff |
| ---- | ---------------------- | --- | -- | -- | -- | -- | -- | -- | ---- |
| 1    | Atlético Nacional      | 37  | 26 | 15 | 7  | 4  | 45 | 25 | +20  |
| 2    | Deportivo Cali         | 34  | 26 | 12 | 10 | 4  | 44 | 26 | +18  |
| 3    | América de Cali        | 32  | 26 | 12 | 8  | 6  | 45 | 31 | +14  |
| 4    | Atlético Bucaramanga   | 29  | 26 | 11 | 7  | 8  | 34 | 29 | +5   |
| 5    | Independiente Santa Fe | 28  | 26 | 10 | 8  | 8  | 37 | 33 | +4   |
| 6    | Cúcuta Deportivo       | 28  | 26 | 8  | 12 | 6  | 34 | 35 | -1   |
| 7    | CD Los Millonarios     | 27  | 26 | 9  | 9  | 8  | 52 | 47 | +5   |
| 8    | Once Caldas            | 26  | 26 | 9  | 8  | 9  | 42 | 40 | +2   |
| 9    | Unión Magdalena        | 25  | 26 | 8  | 9  | 9  | 20 | 25 | -5   |
| 10   | Atlético JuniorT       | 24  | 26 | 8  | 8  | 10 | 30 | 35 | -5   |
| 11   | Deportes Quindío       | 24  | 26 | 8  | 8  | 10 | 24 | 31 | -7   |
| 12   | Deportes Tolima        | 21  | 26 | 7  | 7  | 12 | 30 | 38 | -8   |
| 13   | Independiente Medellín | 18  | 26 | 8  | 2  | 16 | 29 | 42 | -13  |
| 14   | Deportivo Pereira      | 11  | 26 | 2  | 7  | 17 | 13 | 42 | -29  |

- Les deux premiers obtiennent leur billet pour les demi-finales du Cuadrangular, quel que soit leur résultat lors du tournoi Clôture.

### Tournoi Clôture

#### Classement
Groupe A :
| Rang | Équipe                 | Pts | J  | G  | N | P  | Bp | Bc | Diff |
| ---- | ---------------------- | --- | -- | -- | - | -- | -- | -- | ---- |
| 1    | América de Cali        | 27  | 21 | 10 | 7 | 4  | 32 | 23 | +9   |
| 2    | CD Los Millonarios     | 26  | 21 | 10 | 6 | 5  | 32 | 26 | +6   |
| 3    | Atlético Nacional      | 23  | 21 | 10 | 3 | 8  | 25 | 18 | +7   |
| 4    | Independiente Santa Fe | 22  | 21 | 8  | 6 | 7  | 38 | 31 | +7   |
| 5    | Cúcuta Deportivo       | 22  | 21 | 7  | 8 | 6  | 25 | 27 | -2   |
| 6    | Deportivo Cali         | 16  | 21 | 5  | 6 | 10 | 27 | 35 | -8   |
| 7    | Atlético Bucaramanga   | 16  | 21 | 4  | 8 | 9  | 26 | 30 | -4   |

Groupe B :
| Rang | Équipe                 | Pts | J  | G  | N | P  | Bp | Bc | Diff |
| ---- | ---------------------- | --- | -- | -- | - | -- | -- | -- | ---- |
| 1    | Once Caldas            | 28  | 21 | 11 | 6 | 4  | 39 | 25 | +14  |
| 2    | Atlético JuniorT       | 25  | 21 | 10 | 5 | 6  | 37 | 28 | +9   |
| 3    | Unión Magdalena        | 24  | 21 | 9  | 6 | 6  | 28 | 23 | +5   |
| 4    | Deportivo Pereira      | 21  | 21 | 8  | 5 | 8  | 28 | 30 | -2   |
| 5    | Deportes Tolima        | 16  | 21 | 4  | 8 | 9  | 21 | 35 | -14  |
| 6    | Deportes Quindío       | 15  | 21 | 5  | 5 | 11 | 20 | 31 | -11  |
| 7    | Independiente Medellín | 13  | 21 | 2  | 9 | 10 | 18 | 34 | -16  |

### Classement cumulé
| Rang | Équipe                 | Pts | J  | G  | N  | P  | Bp | Bc | Diff |
| ---- | ---------------------- | --- | -- | -- | -- | -- | -- | -- | ---- |
| 1    | Atlético Nacional      | 60  | 47 | 25 | 10 | 12 | 70 | 43 | +27  |
| 2    | América de Cali        | 59  | 47 | 22 | 15 | 10 | 77 | 54 | +23  |
| 3    | Once Caldas            | 54  | 47 | 20 | 14 | 13 | 81 | 65 | +16  |
| 4    | CD Los Millonarios     | 53  | 47 | 19 | 15 | 13 | 84 | 73 | +11  |
| 5    | Independiente Santa Fe | 50  | 47 | 18 | 14 | 15 | 75 | 64 | +11  |
| 6    | Deportivo Cali         | 50  | 47 | 17 | 16 | 14 | 71 | 61 | +10  |
| 7    | Cúcuta Deportivo       | 50  | 47 | 15 | 20 | 12 | 59 | 62 | -3   |
| 8    | Atlético JuniorT       | 49  | 47 | 18 | 13 | 16 | 67 | 63 | +4   |
| 9    | Unión Magdalena        | 49  | 47 | 17 | 15 | 15 | 48 | 48 | 0    |
| 10   | Atlético Bucaramanga   | 45  | 47 | 15 | 15 | 17 | 60 | 59 | +1   |
| 11   | Deportes Quindío       | 39  | 47 | 13 | 13 | 21 | 44 | 62 | -18  |
| 12   | Deportes Tolima        | 37  | 47 | 11 | 15 | 21 | 51 | 73 | -22  |
| 13   | Deportivo Pereira      | 32  | 47 | 10 | 12 | 25 | 41 | 72 | -31  |
| 14   | Independiente Medellín | 31  | 47 | 10 | 11 | 26 | 47 | 76 | -29  |

|  | Qualification pour les demi-finales du Cuadrangular |
|  | T: Tenant du titre                                  |

### Demi-finales

#### Groupe A
| Rang | Équipe            | Pts | J | G | N | P | Bp | Bc | Diff |  | Résultats (▼ dom., ► ext.) | Nac | DCa | Jun | OCa |
| ---- | ----------------- | --- | - | - | - | - | -- | -- | ---- |  | -------------------------- | --- | --- | --- | --- |
| 1    | Atlético Nacional | 7   | 6 | 3 | 1 | 2 | 6  | 7  | -1   |  | Atlético Nacional          |     | 1-1 | 0-2 | 1-0 |
| 2    | Deportivo Cali    | 7   | 6 | 2 | 3 | 1 | 7  | 5  | +2   |  | Deportivo Cali             | 1-2 |     | 0-0 | 1-0 |
| 3    | Atlético JuniorT  | 6   | 6 | 1 | 4 | 1 | 6  | 5  | +1   |  | Atlético JuniorT           | 0-1 | 1-1 |     | 0-0 |
| 4    | Once Caldas       | 4   | 6 | 1 | 2 | 3 | 5  | 7  | -2   |  | Once Caldas                | 3-1 | 0-2 | 2-2 |     |

|  | Qualification pour le Cuadrangular |
|  | T: Tenant du titre                 |

#### Groupe B
| Rang | Équipe                 | Pts | J | G | N | P | Bp | Bc | Diff |  | Résultats (▼ dom., ► ext.) | SFe | Mil | Cuc | ACa |
| ---- | ---------------------- | --- | - | - | - | - | -- | -- | ---- |  | -------------------------- | --- | --- | --- | --- |
| 1    | Independiente Santa Fe | 8   | 6 | 3 | 2 | 1 | 17 | 12 | +5   |  | Independiente Santa Fe     |     | 2-1 | 6-2 | 4-2 |
| 2    | CD Los Millonarios     | 6   | 6 | 2 | 2 | 2 | 8  | 9  | -1   |  | CD Los Millonarios         | 3-1 |     | 1-1 | 1-1 |
| 3    | Cucuta Deportivo       | 5   | 6 | 1 | 3 | 2 | 10 | 12 | -2   |  | Cucuta Deportivo           | 1-1 | 3-0 |     | 1-2 |
| 4    | América de Cali        | 5   | 6 | 1 | 3 | 2 | 11 | 13 | -2   |  | América de Cali            | 3-3 | 1-2 | 2-2 |     |

|  | Qualification pour le Cuadrangular |

### Cuadrangular
| Rang | Équipe                 | Pts | J | G | N | P | Bp | Bc | Diff |  | Résultats (▼ dom., ► ext.) | Mil | DCa | AtN | SFe |
| ---- | ---------------------- | --- | - | - | - | - | -- | -- | ---- |  | -------------------------- | --- | --- | --- | --- |
| 1    | CD Los Millonarios     | 9   | 6 | 3 | 3 | 0 | 8  | 3  | +5   |  | CD Los Millonarios         |     | 0-0 | 1-1 | 3-1 |
| 2    | Deportivo Cali         | 7   | 6 | 2 | 3 | 1 | 6  | 6  | 0    |  | Deportivo Cali             | 1-1 |     | 1-1 | 1-0 |
| 3    | Atlético Nacional      | 5   | 6 | 1 | 3 | 2 | 8  | 10 | -2   |  | Atlético Nacional          | 0-2 | 3-1 |     | 2-2 |
| 4    | Independiente Santa Fe | 3   | 6 | 1 | 1 | 4 | 7  | 10 | -3   |  | Independiente Santa Fe     | 0-1 | 1-2 | 3-1 |     |

|  | Qualification pour la Copa Libertadores 1979 |

## Bilan de la saison
| Championnat de Colombie de football 1978 |                                |
| Champion                                 | CD Los Millonarios (11e titre) |
| Qualifications continentales             |                                |
| Copa Libertadores 1979                   | CD Los Millonarios             |
| Copa Libertadores 1979                   | Deportivo Cali                 |
| Promotions et relégations                |                                |
| Promus en Primera A                      | Aucun                          |
| Relégués en Primera B                    | Aucun                          |